# Determinační test

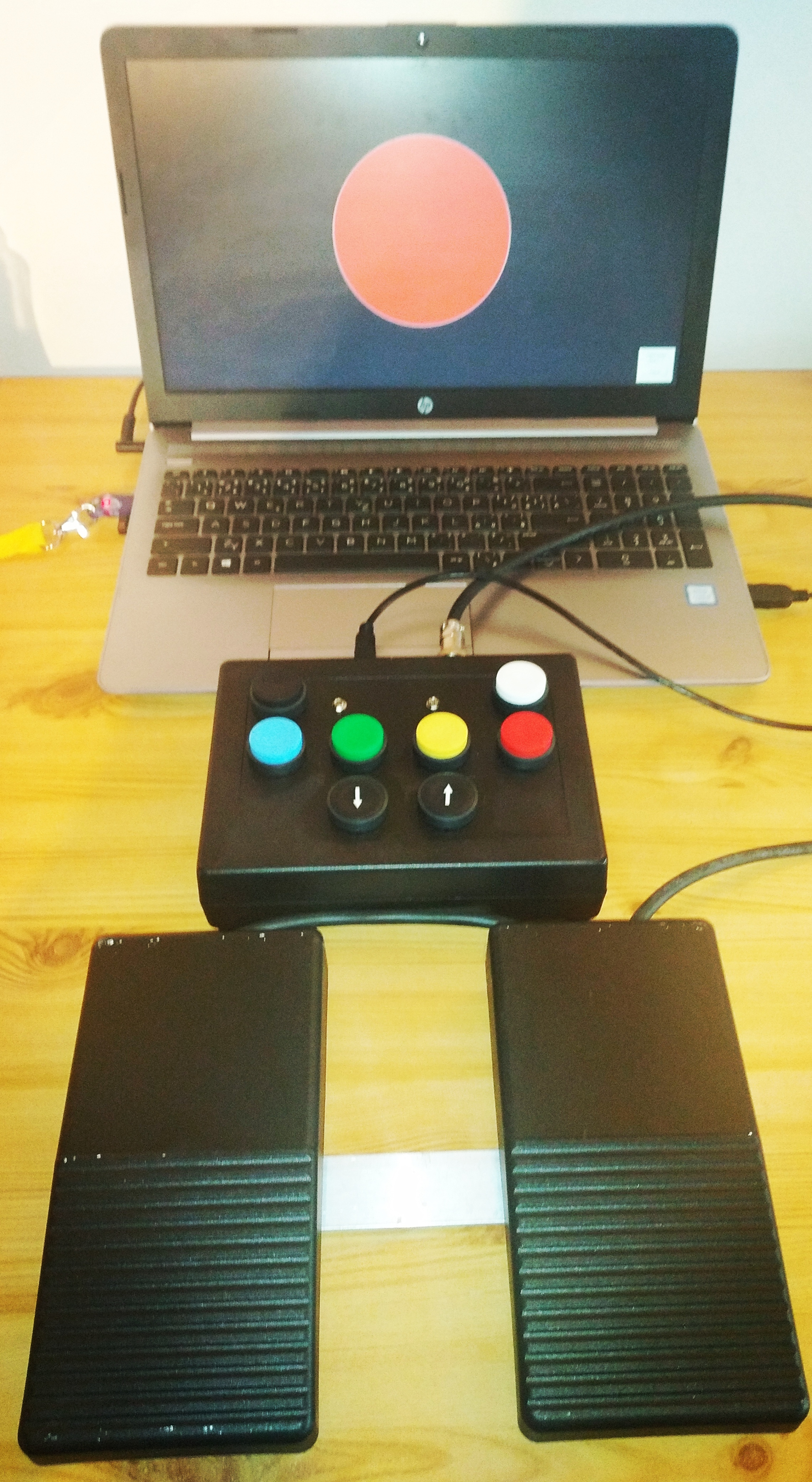
Determinační test pro PC (notebook, ovládací panel a nožní pedály). Na obrazovce je červené kolo, takže klient má co nejrychleji poté, co se obrázek objeví, zmáčknout červené tlačítko. Šipky nahoru a dolů na ovládacím panelu se používají pro reakci na vysoký a nízký tón.

Determinační test je metoda, kterou se měří reakce osoby na vizuální (zpravidla různé barvy a tvary) a akustické signály (vysoký a nízký tón); řidič reaguje zmáčknutím příslušného tlačítka na ovládacím panelu nebo (pravého či levého) pedálu. Vyšetření se používá při dopravně psychologickém vyšetření řidičů a provádí se na PC (jde o jedinou metodu dopravně psychologického vyšetření, kterou nelze provést jinak). 

## Legislativa
V České republice vyhláška Ministerstva dopravy a spojů č. 31/2001 Sb., o řidičských průkazech a o registru řidičů, v § 18c odst. 2 písm. b bod 3 stanoví, že součástí dopravně psychologického vyšetření je vyšetření psychické výkonnosti z hlediska kvantity a kvality senzomotorické reaktivity a koordinace, zejména pokud jde o rychlost a přesnost senzomotorických reakcí na série vizuálních, popřípadě akustických podnětů v situaci časové tísně.
Vyhláška č. 31/2001 Sb., o řidičských průkazech a registru řidičů neurčuje nikdy konkrétně, jaký konkrétní test má být použit.

## Účel a průběh

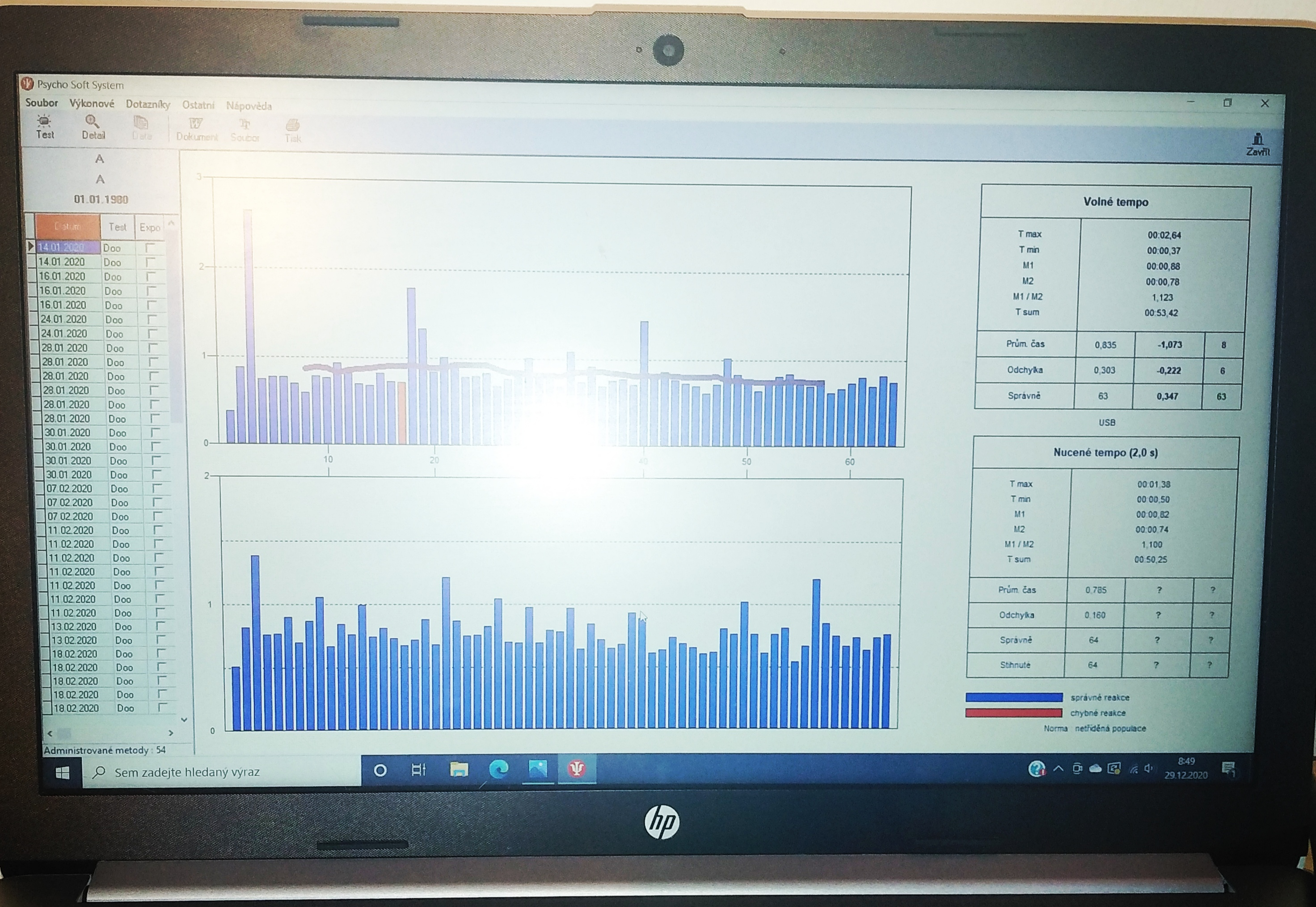
Vyhodnocení testu. Modrý sloupec značí správnou odpověď, červený chybnou. Výška sloupce odpovídá reakčnímu času. Vpravo výsledky - reakční časy, chyby, porovnání s normou populace.

Determinační test je zaměřen na sledování reakcí testované osoby v zátěžové situaci. Úkolem testované osoby je rychle a přesně reagovat na vizuální a zvukové podněty přesně stanoveným způsobem (stiskem odpovídajících tlačítek a pedálů). Test měří odolnost vůči zátěži, deficity pozornosti, reakční čas, schopnost koordinace, ale i barvocit a chybovost u jednotlivých druhů podnětů.  

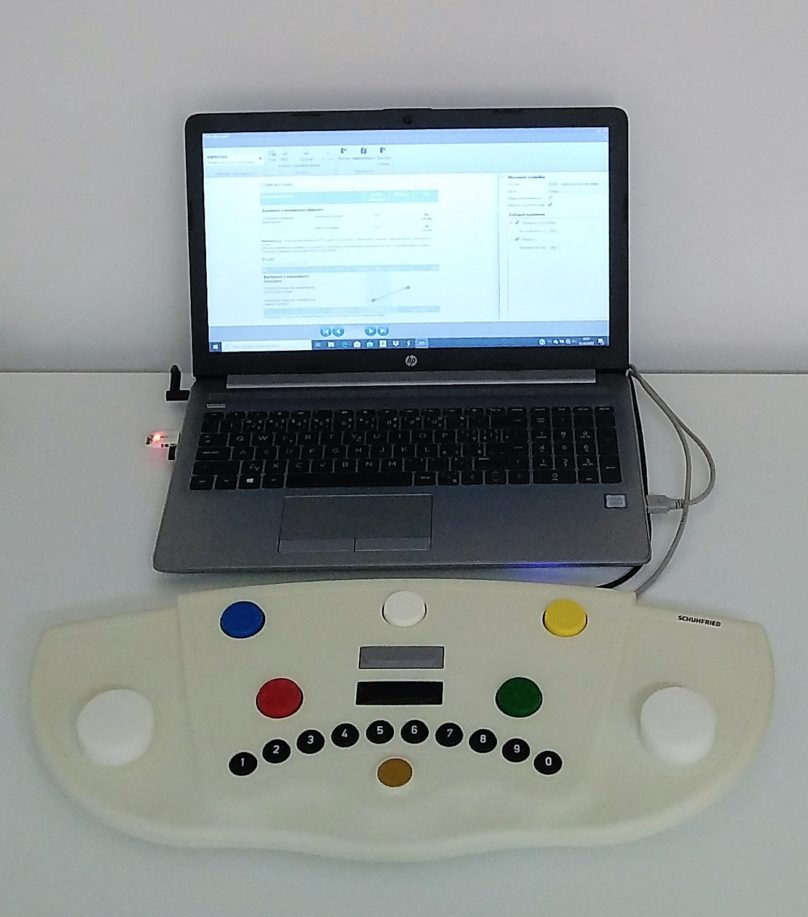
Reakční panel firmy Schuhfried - tzv. Vienna test system. K vybavení potřebnému pro testování patří ještě nožní pedály, které nejsou na obrázku zachyceny.

Test se skládá ze dvou částí: zácvik a samotný test: 
- během zácviku se klient pod vedením psychologa učí správně reagovat na podněty. U barevných podnětů na obrazovce je zapotřebí zmáčknout tlačítko příslušné barvy. U podnětů zvukových je tlačítko pro vysoký a jiné pro nízký tón. Akustické podněty dělají klientům největší potíže. Mimo to se objevují podněty ke zmáčknutí pravého či levého pedálu - zpravidla jde o tečky nebo čtverce na pravé či levé straně obrazovky. Zácvik obvykle trvá 2 až 5 minut.
- samotný test má v některých provedeních dvě části. V první je na posuzované osobě, za jak dlouho zareaguje. Další podnět se zobrazí až po reakci. V druhé části se zpravidla nastaví čas, dokdy je třeba reagovat, poté se zobrazuje automaticky další podnět, i když reakce neproběhne. Zpravidla se nastavuje tento čas na 1,5 s. Délka samotného testu je obvykle 2–10 minut.

Výsledky klienta jsou automaticky porovnány s tzv. normou, což jsou výsledky osob jeho věku, pohlaví a vzdělání. Sleduje se zejména výsledný reakční čas a počet chyb. Dále je zde počet vynechaných a opožděných reakcí. Řidič z povolání potřebuje pro úspěch v testu lepší výsledky, než běžný řidič.